# گورکا اوندا
گورکا اوندا (انگلیسی: Gorka Unda؛ زادهٔ ۱۶ ژوئن ۱۹۸۷) بازیکن فوتبال اهل اسپانیا است.
از باشگاه‌هایی که در آن بازی کرده‌است می‌توان به باشگاه فوتبال پورت اف‌سی، باشگاه فوتبال سنت پولتن، و باشگاه فوتبال رئال مادرید سی اشاره کرد.